# Ювенес/Догана
«Ювенес/Догана» (итал. A.C. Juvenes/Dogana) — сан-маринский футбольный клуб, представляющий город Серравалле. В начале 2000-х одновременно выступал в чемпионате Сан-Марино и одном из низших итальянских дивизионов, однако позднее решил сосредоточиться исключительно на участии в первенстве своей страны. Клуб образован в 2000 году путём объединения клубов «Ювенес» и «Догана». Основные клубные цвета светло-синий, красный и белый.

## Достижения
- Обладатель Кубка Титанов: 9

«Ювенес»: 1965, 1968, 1976, 1978, 1984.
«Догана»: 1977, 1979.
«Ювенес-Догана»: 2009, 2011

## Кубок УЕФА
| Сезон   | Турнир     | Раунд                     | Страна  | Клуб                | Дома | В гостях | Общий счёт |
| ------- | ---------- | ------------------------- | ------- | ------------------- | ---- | -------- | ---------- |
| 2008-09 | Кубок УЕФА | 1. Квалификационный раунд | Израиль | Хапоэль (Тель-Авив) | 0-2  | 0-3      | 0-5        |